# Radiació evolutiva
Una radiació evolutiva és l'augment de la diversitat taxonòmica o disparitat morfològica degut a un canvi adaptatiu o a l'obertura d'un nínxol ecològic. Les radiacions poden afectar un clade o diversos i poden ser ràpides o graduals; quan són ràpides i impulsades per una adaptació d'un únic llinatge al seu entorn, s'anomenen radiacions adaptatives.